# Jean-Antoine Maudru
Jean-Antoine Maudru, né à Adompt le 5 mai 1742 et mort à Belleville près de Paris le 13 septembre 1820, est un ecclésiastique qui fut évêque constitutionnel des Vosges de 1791 à 1802.

## Biographie
Jean-Antoine Maudru est le fils d'un maître d'école. Il devient prêtre à vingt-cinq ans, d'abord curé de Jussarupt puis d'Aydoilles. Lors de la Révolution française, il adhère avec enthousiasme à la Constitution civile du clergé, prête le serment et s'en fait le propagandiste.
À la suite du refus de Demange, supérieur du séminaire, il est élu le 1er mars 1791 par l'assemblée départementale évêque constitutionnel du diocèse des Vosges qui remplace l'évêché de Saint-Dié dans le cadre de l'organisation d'une nouvelle église, gallicane et favorable à la nouvelle ère politique. Il est sacré à Paris par Thomas Lindet le 20 mars suivant. Sa position se trouve affaiblie dès la fin de l'année par la démission de son voisin Luc-François Lalande, l'évêque du diocèse de la Meurthe résidant à Nancy. En 1792 il publie une suite d'instructions sur la Constitution française qui est une sorte de manuel d'instruction civique. 
En 1793 il est chargé de l'organisation religieuse de la principauté de Sedan conquise par les armées et qui vient d'être rattachée au département des Vosges[réf. nécessaire]. 
Lors de la suppression des cultes, il refuse de renoncer à l'épiscopat ; il est alors arrêté et envoyé à Paris, mais finalement sauvé de l'exécution par le 9 thermidor après sept mois d'incarcération à la Conciergerie.
Après le rétablissement de la liberté des cultes, il reprend ses fonctions en 1795. Le 15 avril il revient dans son diocèse et le 19, il célèbre dans la cathédrale de Saint-Dié la fête de saint Dié. En 1797 il tient un synode et se rend à Paris pour le concile où il se fait remarquer par ses positions tranchées. En mars 1798 ses adversaires le font emprisonner et condamner comme « perturbateur de l'ordre public ». Après son procès, il quitte Saint-Dié et se fixe à Mirecourt où il tient encore deux synodes en 1801. Après le Concordat de 1801 il se heurte à Mgr Antoine Eustache d'Osmond, l'évêque concordataire de Nancy auquel son diocèse des Vosges a été rattaché car ce dernier refuse de lui attribuer la cure de Mirecourt. Il finit par faire sa soumission en 1802 et obtenir la cure de Stenay, dans le nord du département de la Meuse où il doit affronter un vicaire ancien réfractaire nommé Enard. Il se démet enfin de son épiscopat en 1808. En 1814 il est de nouveau arrêté, conduit à Paris et interné à Tours en 1815. Libéré, il obtient l'autorisation de s'établir à Belleville près de Paris où il publie en 1818 un opuscule Le précis historique des persécutions engagées contre M. Maudru. Il meurt en 1820 et ses obsèques sont présidées par son ami Henri Grégoire.